# Institut Fritz-Haber de la Société Max-Planck
Pour les articles homonymes, voir IFH.

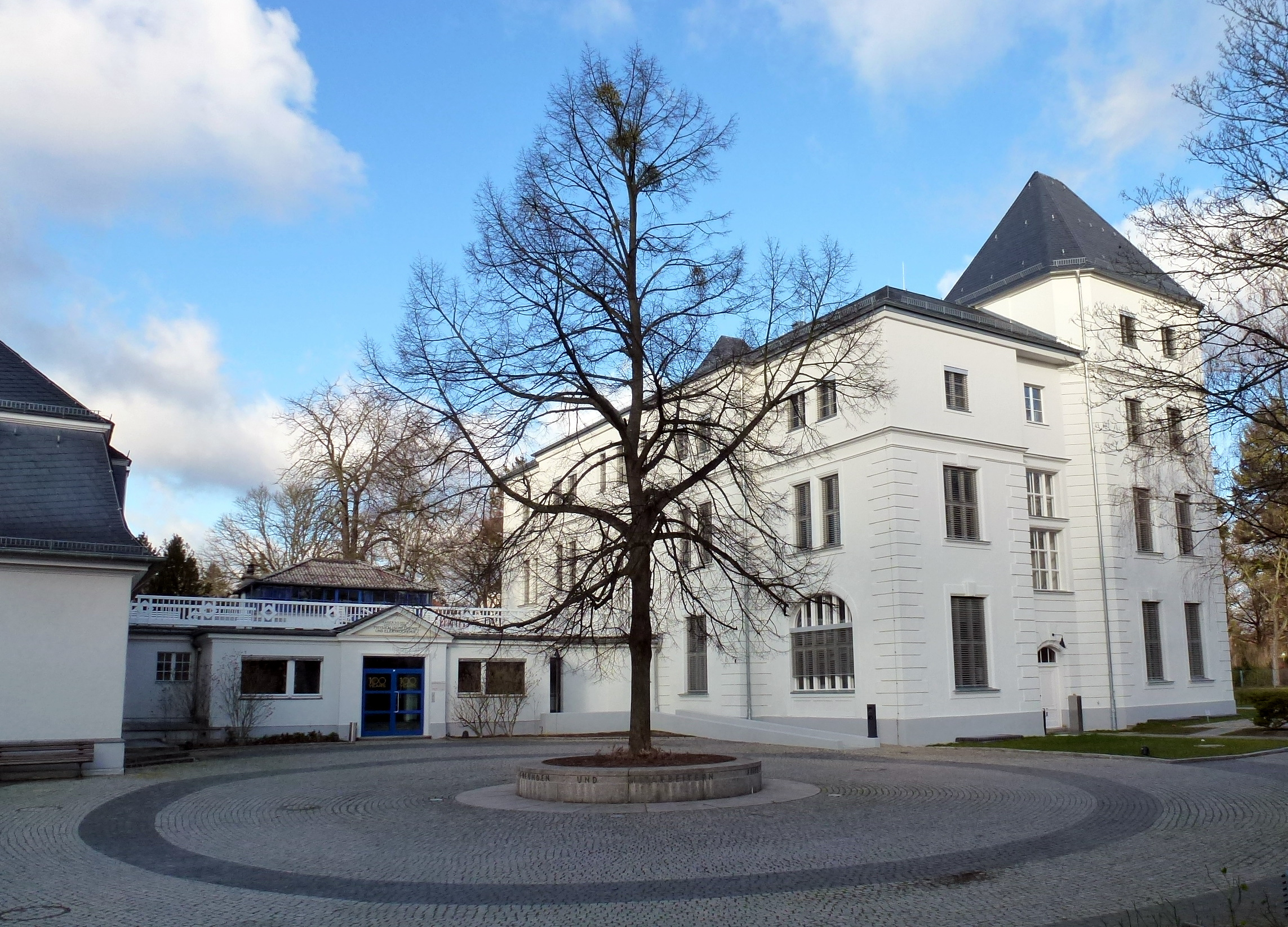
Bâtiment de l'Institut Fritz-Haber de la Société Max-Planck

L'Institut Fritz-Haber de la Société Max-Planck (en allemand : Fritz-Haber-Institut der Max-Planck-Gesellschaft) est un institut de recherche extra-universitaire dépendant de la Société Max-Planck situé à Berlin-Dahlem, consacré à la recherche fondamentale en chimie physique et électrochimie, héritier de la Société Kaiser-Wilhelm. La recherche se concentre sur la compréhension des processus catalytiques à l'échelle moléculaire et à la physique moléculaire. L'Institut se compose actuellement de cinq départements : chimie inorganique, chimie physique, physique moléculaire, chimie physique et théorique.

## Histoire
En 1911, on décide de la fondation de l'Institut Kaiser-Wilhelm de chimie physique et d'électrochimie, son directeur est Fritz Haber. En octobre 1912, l'institut est inauguré après seulement onze mois de construction par l'empereur Guillaume II.
Durant les premières décennies, en particulier durant le Troisième Reich, le travail de l'Institut ne se fait pas dans une certaine indépendance. Fritz Haber reste directeur en 1933, jusqu'au licenciement des employés d'origine juive.
Après la Seconde Guerre mondiale, l'Institut poursuit ses activités, rassemblé avec d'autres instituts de la Société Kaiser-Wilhelm sous d'une "Fondation universitaire allemande de Berlin-Dahlem".
En 1953, Max von Laue dirige l'intégration de l'institut avec la Société Max-Planck. L'institut est divisé en différents départements de recherche. En 1957, le département de microscopie électronique (directeur : Ernst Ruska) devient un institut indépendant de l'Institut Fritz-Haber. Dans le cadre d'une réforme structurelle, l'Institut Fritz-Haber est divisé en 1974 en trois sous-instituts : Institut de chimie physique, Institut de recherche structurelle et Institut de microscopie électronique. En 1980, cette division est abrogée. Dans le même temps, l'institut des directeurs (à vie ou jusqu'à la retraite) est abolie pour une direction collégiale ; le directeur est désormais élu pour deux ans.

## International Max Planck Research School (IMPRS)
L'IFH participe à l'International Max Planck Research School for Complex Surfaces in Material Science.

## Prix Nobel
Pour son travail sur la diffraction des rayons X dans les cristaux, Max von Laue reçoit en 1914 le prix Nobel de physique. Fritz Haber obtient en 1918 le prix Nobel de chimie "pour la synthèse de l'ammoniac à partir de ses éléments". Otto Hahn est récompensé pour ses travaux sur la fission nucléaire en 1944 avec le prix Nobel de chimie. En 1986, Ernst Ruska reçoit le prix Nobel de physique pour ses travaux sur le microscope électronique. En 2007, Gerhard Ertl est honoré pour la recherche sur les catalyseurs chimiques des surfaces avec le prix Nobel de chimie.

## Directeurs
Directeurs de la Société Kaiser-Wilhelm
- Fritz Haber (1911–1933)
- Directeur adjoint : Herbert Freundlich (1919–1933)
- Otto Hahn (intérim de juillet à octobre 1933)
- Gerhart Jander (1933–1935)
- Peter Adolf Thiessen (1935–1945)
- Robert Havemann (1945–1948)
- Karl Friedrich Bonhoeffer (1948–1951)
- Max von Laue (1951–1959)
- Rudolf Brill (1959–1969)
- Heinz Gerischer (1969–1980)

Directeurs après la réforme de 1980
- Heinz Gerischer (1980–1986)
- Elmar Zeitler (1980–1995)
- Alexander M. Bradshaw (1980–1999)
- Jochen H. Block (1980–1995)
- Gerhard Ertl (1986–2004)
- Matthias Scheffler (depuis 1988)
- Robert Schlögl (depuis 1995)
- Hans-Joachim Freund (depuis 1995)
- Gerard Meijer (2002-2012)
- Martin Wolf (depuis 2008)

## Directeurs de départements
- James Franck (1918–1920)
- Michael Polanyi (1923–1933)
- Rudolf Ladenburg (1924–1932)
- Kurt Ueberreiter (1943–1980)
- Ernst Ruska (1949–1974)
- Erwin W. Mueller (1950–1952)
- Gerhard Borrmann (1953–1970)
- Ivan Stranski (1954–1970)
- Kurt Moliere (1953–1980)
- Rolf Hosemann (1960–1980)

## Membres scientifiques externes
La Société Max-Planck nomme des scientifiques comme membres externes :
- Aaron Klug
- Joachim Sauer
- Eberhard Umbach
- Dietrich Menzel
- Immanuel Broser
- Hans-Jürgen Kreuzer

Anciens Membres scientifiques externes :
- Georg Menzer (1953–1989)
- Paul Harteck (1956–1985)
- Erwin W. Mueller (1957–1977)
- Helmut Ruska (1962–1973)
- Georg Manecke (1963–1990)
- Klaus Vetter (1966–1974)